# Arsenal nucléaire du Pakistan
La République islamique du Pakistan dispose d'un arsenal nucléaire, étant le septième pays du monde à réussir à développer et tester des armes nucléaires et seul pays musulman à en posséder. Le programme nucléaire militaire débute dans les années 1970 en réponse au programme indien contre lequel le Pakistan cherche à se prémunir. Il effectue ses premiers essais en 1998 et développe des missiles balistiques et de croisières qu'il cherche à adapter à ses sous-marins.
Ses capacités ne sont pas rendues publiques, conduisant à des estimations allant du simple au double. En 2013, une source indique que les forces armées pakistanaises posséderaient de 300 à 350 ogives nucléaires contre une cinquantaine en 2007 alors que le SIPRI estime en 2017 son arsenal de 250 à 300 ogives, largement supérieure à celui de l’Inde. Le Pakistan n'est pas signataire du traité sur la non-prolifération des armes nucléaires (TNP).

## Historique

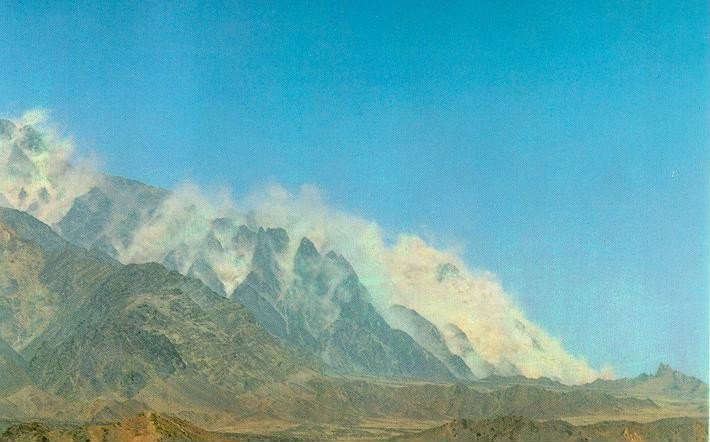
Essai nucléaire Chagai-I.

Commencé en janvier 1972 sous le premier ministre Zulfikar Ali Bhutto, le programme nucléaire pakistanais est, à l'origine, une réponse au développement d'armes nucléaires par l'Inde.
Le Pakistan accède au nucléaire militaire en 1987, année durant laquelle le docteur Abdul Qadeer Khan, directeur du programme, confirme dans une interview les allégations de la CIA concernant l’obtention de capacités nucléaires militaires.
Le premier essai nucléaire souterrain du Pakistan est réalisé le 28 mai 1998, nom de code Chagai-I dans des laboratoires dans le district de Chagai situé dans la province du Baloutchistan. Une série de cinq tests nucléaires de faible puissance, semble-t-il, est annoncée ce jour-là.
Le dernier essai (Chagai-II), dans lequel les Pakistanais firent détoner 12 kilotonnes d'équivalent en TNT eut lieu dans le désert de Kharan deux jours plus tard, le 30 mai 1998. Sur les six essais, un était au plutonium, les autres à l'uranium enrichi.

## Soutien international
La Chine est accusée d'avoir fourni les plans de l'arme nucléaire et des matériaux fissiles au Pakistan et de continuer à l'aider dans son programme d'armement à la suite d'un accord secret de coopération nucléaire en 1976.
L'Arabie saoudite, la Jamahiriya arabe libyenne (pour 200 millions de dollars dans les années 1970) et l'État impérial d'Iran ont soutenu économiquement le programme nucléaire pakistanais.
La Corée du Nord et le Pakistan ont collaboré dans le domaine nucléaire et balistique. 
À partir de 1984, la république islamique d'Iran, alors en guerre avec l'Irak, va s'orienter vers une approche de partage de technologie atomique[réf. nécessaire].
La Libye voit son développement nucléaire être beaucoup trop fastidieux et va donc désirer acheter tous les éléments nécessaires à la confection d’une arme nucléaire au Pakistan entre 1987 et 1995. Néanmoins, sous pression de l’Occident, Kadhafi renoncera officiellement en 2003 au projet de bombe nucléaire.
En 2013, un article de la BBC allègue que l'Arabie Saoudite a acheté et payé le droit d’utiliser des armes, qui pour l’instant resteront stationnées au Pakistan.

## Vecteurs

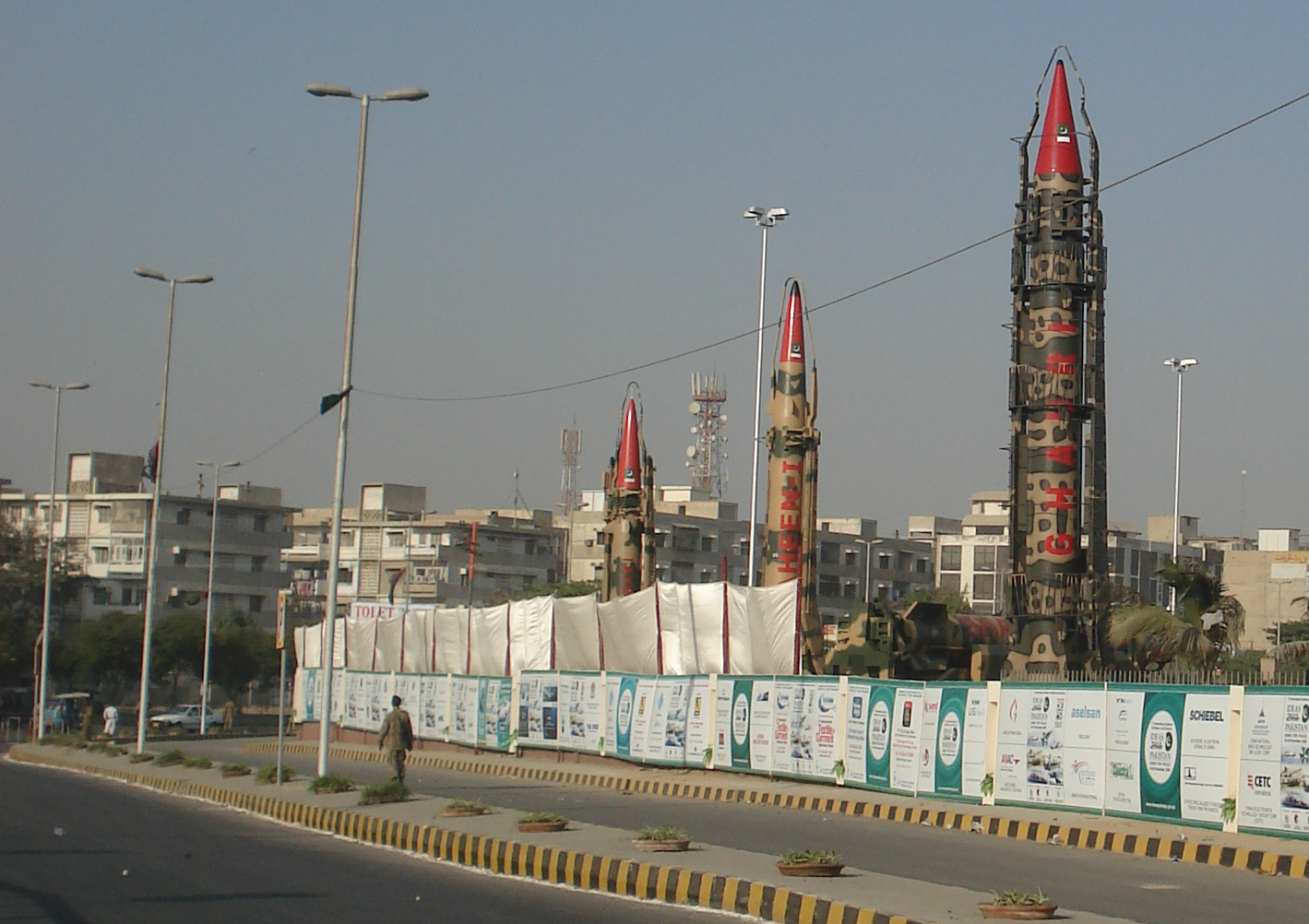
Missile balistique Shaheen-I exposé en 2008.

### Terre
Parmi les vecteurs utilisés, le missile balistique Shaheen-I est d'abord entré en service en 2003 avec une portée de 1 000 kilomètres. En 2014, le missile Shaheen-II lui succède en 2014 et dispose d'une portée de 2 500 kilomètres, et dès 2015, le missile balistique Shaheen-III est testé avec succès avec une portée légèrement supérieure.
On peut aussi citer le missile de croisière Hatf 7 testé en 2005 et entré en service en 2010,.

### Air
La Pakistan Air Force a créé un commandement des forces stratégiques des forces aériennes. 
Plusieurs F-16A et F-16B sont modifiés et transformés pour transporter des bombes nucléaires. Depuis 2010, les deux escadrons que l'on soupçonne d'être à capacité nucléaire sont équipés de JF-17 Thunder.

### Marine

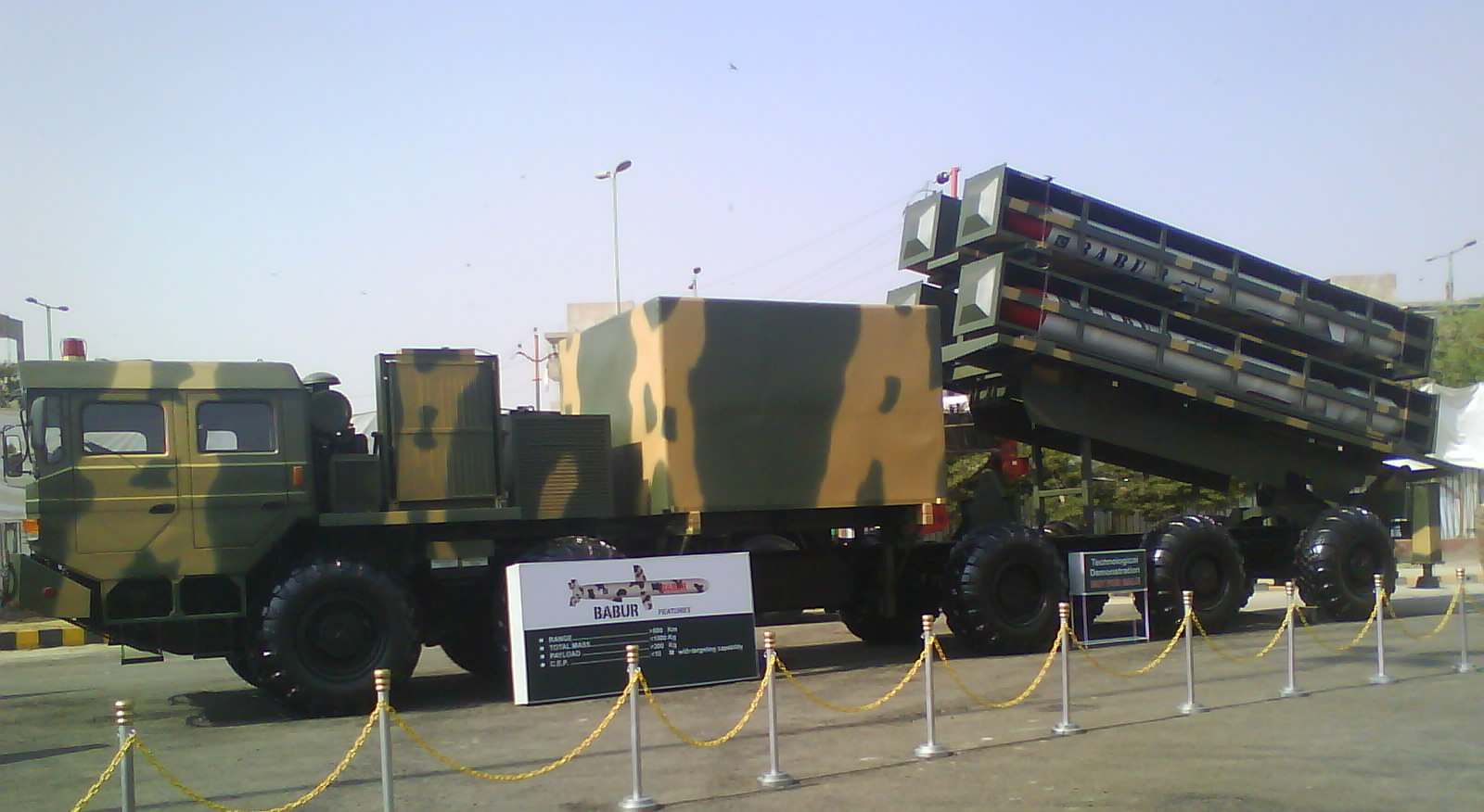
Transporteur-érecteur-lanceur avec quatre missiles de croisière Babur/Hatf 7 exposé en 2008.

La marine pakistanaise a créé un « commandement de la force navale stratégique » en inaugurant, le 19 mai 2012, des locaux de ce nouvel état-major chargé des armes nucléaires de la marine. Il se pourrait que cette annonce soit la confirmation de l’existence d’une version sous-marine du missile de croisière Babur/Hatf 7 capable d'être emporté par les Agosta.
Elle dispose en 2015 de cinq sous-marins : deux Agosta 70 (PNS/M Hasmat et Hurmat, entrée en service en 1979) dont l'installation de système anaérobie (AIP) est en cours fin 2012 et trois Agosta 90B (PNS/M Khalid, Saad et Hamza). En avril 2015, le gouvernement pakistanais annonce son intention d'acquérir huit sous-marins S-20 dérivés du type 039A chinois.

## Industrie nucléaire
La première centrale nucléaire du Pakistan, KANUPP, se trouve au sein du complexe « KNPC » (Karachi Nuclear Power Complex) à environ 25 kilomètres à l'ouest de Karachi dans la province du Sind. Elle a été mise en service en 1972 et arrêtée en 2002 après trente ans de fonctionnement.
La seconde centrale nucléaire, CHASNUPP, est située à Chashma dans la province du Pendjab. Initiée dans les années 1970 en collaboration avec la France, elle a finalement été construite par la Chine et mise en service en 2000.
Depuis 2008, le Pakistan développe la mine d'uranium de Dera Ghazi, près de la ville de Dera Ghazi Khan, à côté de laquelle il a mis en place un complexe chimique qui produit de l'uranium-métal pour fabriquer des armes nucléaires.
D'autre part, le Pakistan a construit deux usines de séparation du plutonium adjacentes, à proximité de Rawalpindi, selon des experts de l'Institut pour la science et la sécurité internationale (ISIS).

## Dans la fiction
Les enjeux stratégiques, liés au programme nucléaire pakistanais, constituent l’un des principaux thèmes du livre Qui a tué Daniel Pearl ?, publié en 2003 par Bernard-Henri Lévy.
Le programme nucléaire du Pakistan est également évoqué en détail dans le roman Aurore noire, de Gérard de Villiers, paru en 2005.